# Julien Girard (homme politique)
Julien Girard, né le 10 avril 1905 au Landeron et décédé le 19 septembre 1978 à La Chaux-de-Fonds, est un homme politique suisse, membre du Parti libéral suisse.

## Biographie
Julien Girard effectue des études de droit à l'université de Neuchâtel, puis passe son brevet de notaire. Il travaille à La Chaux-de-Fonds pour Arnold Bolle, dont il devient ensuite l'associé. En 1934, il s'établit à son compte, toujours dans la même ville. Membre du Parti libéral suisse, il siège au Conseil général (législatif) de La Chaux-de-Fonds de 1931 à 1937. Il est également député au Grand Conseil du canton de Neuchâtel à trois reprises, de 1934 à 1937, de 1941 à 1945 et de 1949 à 1964. Il préside le Grand Conseil en 1963. Enfin, il fait un bref passage au Conseil national, de 1946 à 1947. Il est par ailleurs président de l'Union catholique neuchâteloise.